# Person-Environment-Fit-Modell
Das Person-Environment-Fit-Modell (PE-Fit) ist ein Modell aus der Psychologie zur Erklärung der Entstehung von Stress. Das Konzept wurde von Caplan (1983) bzw. Caplan & Harrison (1993) entwickelt.
Ziel ist laut diesem Modell ein Gleichgewicht  
- zwischen den Ressourcen, über die eine Person verfügt, und den Anforderungen, die durch die Tätigkeit an die Person gestellt werden und
- zwischen den Merkmalen der Tätigkeit und den individuellen Bedürfnissen der Person.

Ausgewogenheiten werden im Modell "fits" genannt, Nicht-Übereinstimmungen "misfits".  
Aus dem Modell lässt sich schließen, dass bei Stressprävention nicht nur die Person selbst im Fokus steht, sondern auch an der Umwelt gearbeitet werden kann.
Muchinsky & Monahan (1987) unterscheiden zwei unterschiedliche Arten der Person-Umwelt-Passung:
- eine komplette Übereinstimmung von Person und Umwelt hinsichtlich Eigenschaften und Werten (supplementary fit) bzw.
- eine gegenseitige Ergänzung von Person und Umwelt hinsichtlich der Bedürfnisse und Fähigkeiten (complementary fit).[3]